# Axel Kargel
Axel Kargel, född  1 mars 1896 i Kalmar, död 19 mars  1971 i Stockholm, var en svensk tecknare och målare.

## Biografi
Efter sin debututställning i Stockholm 1932 reste Axel Kargel till Paris, där han vistades 1932–33. Sträng självkritik gjorde att nästa utställning dröjde mer än tio år. Den ägde rum på Galerie Moderne 1944, men som hans definitiva genombrott räknas utställningen på Galerie Acté 1948 och separatutställningen hos Gummesons konsthall 1951.  
Från naturalism utvecklades Kargel mot ett starkt förenklat måleri med harmoniska färgplan i lysande kolorit, en stil som han själv kallade "syntetisk purism". Han ansågs vara en udda målare, en verklig purist. Motivvalet föll ofta på åkertegar, sädesfält, trädkronor och husgavlar, alltid perspektiviskt och harmoniskt utförda, med på en gång klara, svala och dämpade färger. Han målade även stilleben. Gatumotiv från Borgholm är också vanliga som motiv. Hans insats är nästan helt koncentrerad till stafflimåleri i olja, gouache, och akvarell. Dukarna är relativt små, sällan över 50 × 35 cm. Landskapens format är nästan alltid liggande. 
Han var en autodidakt konstnär, som under ett halvt sekel höll till i Borgholm på Öland, där han tillsammans med sin hustru utvecklade en kulturell oas i det som kallades Sjöstugan (numera ett kafé). Han räknas även in det som brukar kallas Vicklebyskolan. Under sin stockholmsperiod hade han kontakt med de så kallade Klarabohemerna, där bland annat poeten Nils Ferlin och författaren Ivar Lo-Johansson ingick. Dessa och åtskilliga andra konstutövare blev trogna gäster hos paret Kargel i Borgholm. Idag är han ett internationellt etablerat svenskt konstnärsnamn och framstår som en av de mest intressanta och särpräglade ölandskonstnärerna från mitten av 1900-talet.
Kargel är representerad bland annat vid Moderna museet, Ölands museum i Himmelsberga och Kalmar konstmuseum.